# Codificació de canvi de freqüència múltiple
La codificació de canvi de freqüència múltiple (MFSK) és una variació de la codificació de canvi de freqüència (FSK) que utilitza més de dues freqüències. MFSK és una forma de modulació ortogonal M-ary, on cada símbol consta d'un element d'un alfabet de formes d'ona ortogonals. M, la mida de l'alfabet, sol ser una potència de dos, de manera que cada símbol representa un registre de log ₂ M bits.
- M sol estar entre 4 i 64
- Generalment també s'utilitza la correcció d'errors

## Fonaments
En un sistema de senyalització M-ary com MFSK, s'estableix un "alfabet" de tons M i el transmissor selecciona un to a la vegada de l'alfabet per a la transmissió. M sol ser una potència de 2, de manera que cada transmissió de to de l'alfabet representa un registre de log₂ M bits de dades.
MFSK es classifica com un esquema de senyalització ortogonal M perquè cadascun dels filtres de detecció del to M al receptor respon només al seu to i no als altres; aquesta independència proporciona l'ortogonalitat.
Com altres esquemes ortogonals M-ary, la relació Eb/N0 necessària per a una probabilitat d'error donada disminueix a mesura que augmenta M sense necessitat de detecció coherent multisímbol. De fet, a mesura que M s'acosta a l'infinit, la relació Eb/N0 requerida disminueix asimptòticament fins al límit de Shannon de -1,6 dB. Tanmateix, aquesta disminució és lenta amb l'augment de M, i els valors grans no són pràctics a causa de l'augment exponencial de l'ample de banda requerit. Els valors típics a la pràctica oscil·len entre 4 i 64, i MFSK es combina amb un altre esquema de correcció d'errors directes per proporcionar un guany de codificació addicional (sistemàtic).
L'eficiència espectral dels esquemes de modulació MFSK disminueix amb l'augment de l'ordre de modulació M :
{\displaystyle \rho ={\frac {2\log _{2}M}{M}}}
Com qualsevol altra forma de modulació d'angle que transmet un únic to de RF que només varia en fase o freqüència, MFSK produeix un embolcall constant. Això relaxa significativament el disseny de l'amplificador de potència de RF, cosa que li permet aconseguir majors eficiències de conversió que els amplificadors lineals.
És possible combinar dos sistemes MFSK per augmentar el rendiment de l'enllaç. Potser el sistema MFSK de 2 tons més utilitzat és la multifreqüència de doble to (DTMF), més conegut per la seva marca comercial AT&T de "Touch Tone". Un altre és l'esquema multifreqüència (MF) utilitzat durant el segle XX per a la senyalització en banda en troncs entre centrals telefòniques. Tots dos són exemples d'esquemes de senyalització en banda, és a dir, comparteixen el canal de comunicació de l'usuari.